# 楊壬孝
楊壬孝（1947年6月20日—），台灣澎湖縣人，台灣教育界人物。獲得國立臺灣師範大學數學系學士、國立臺灣師範大學數學研究所碩士、美國喬治亞大學電腦碩士（研究領域：數值分析）。

## 教學經歷
擔任過台灣省立馬公中學數學教師、台北市士林高中（今中正高中）數學教師、師大數學系助教、師大數學系講師、師大數學系副教授。

## 行政經歷
擔任過師大分部電算中心主任、師大營繕組主任、師大總務長、兩屆師大附中校長（1996年2月－2002年7月，2006年8月－2010年7月）
| 前任： 蘇清守 | 國立臺灣師範大學附屬高級中學校長 1996年2月－2002年7月 | 繼任： 譚光鼎 |

| 前任： 譚光鼎 | 國立臺灣師範大學附屬高級中學校長 2006年8月－2010年7月 | 繼任： 卓俊辰 |

## 外部連結
- 國立臺灣師大附中校長室 （页面存档备份，存于）
- 國立臺灣師大附中 （页面存档备份，存于）